# Pete Davidson (canción)
«Pete Davidson» (estilizada en minúsculas) es una canción interpretada por la cantante y compositora estadounidense Ariana Grande, incluida de su cuarto álbum de estudio, Sweetener. Fue lanzada a través de Republic Records el 17 de agosto de 2018 junto con el álbum. La canción fue escrita por Grande, Victoria Monét y sus productores Tommy Brown y Charles Anderson. La canción lleva el nombre del entonces prometido de Grande, el comediante Pete Davidson.

## Antecedentes
Se trata de Pete Davidson. Yo estaba como, ¿por qué no? ¿Sabes? Sé directo.
– Grande sobre el cambio de nombre de la pista

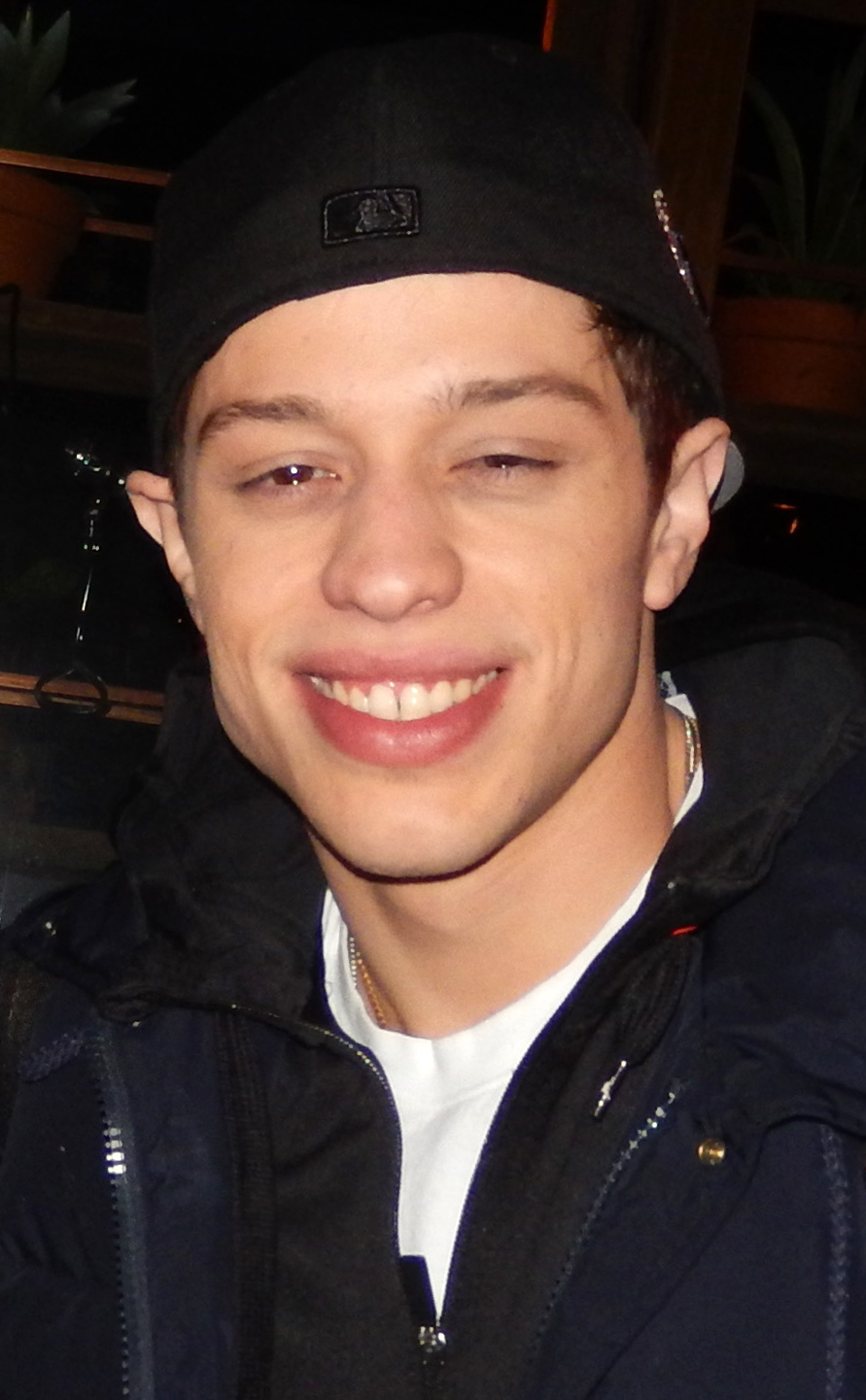
Pete Davidson, el tema de la canción, en 2015

 La canción fue la última canción grabada para Sweetener.
La canción fue escrita cuando Grande y su ahora exnovio, Pete Davidson, comenzaron a salir. Se bromeó por primera vez el 31 de mayo de 2018, después de que Grande publicara su primera foto con Davidson en Instagram con la descripción: «Pensé que eras parte de mi vida 💭 ¡woah! Mira mi mente 💡⚡️🙈 », que eran las letras de la próxima canción. Esta letra fue un indicio de esta canción. El 7 de junio de 2018, Grande confirmó que recientemente grabó un interludio para Sweetener. El 17 de junio de 2018, publicó un fragmento del interludio y, el mismo día, confirmó el título «Pete». Más tarde, la canción pasó a llamarse «Pete Davidson».

## Recepción crítica
La canción generalmente recibió críticas positivas. Neil McCormick en The Daily Telegraph escribió que la canción es «absolutamente hermosa, una dulce nada que se disuelve en felices ooh». Louis Bruton, del The Irish Times, dijo que la canción «añade ligereza al disco».  de Rolling Stone dijo que «Pete Davidson» es «una canción que transmite el mensaje solo con su título, ha encontrado su serenidad».

## Posicionamiento en listas
| Listas (2018)             | Mejor posición |
| ------------------------- | -------------- |
| Australia (ARIA)          | 58             |
| Canadá (Canadian Hot 100) | 73             |
| Portugal (AFP)            | 87             |
| UK Streaming (OCC)        | 55             |
| US Billboard Hot 100      | 99             |